# Contea di Seneca (New York)
La contea di Seneca, in inglese Seneca County, è una contea situata nell'area centro-occidentale dello Stato di New York negli Stati Uniti. I capoluoghi di contea sono due, Waterloo e Ovid.

## Geografia fisica
La contea si trova nel centro-ovest dello Stato. Il territorio della contea è compreso tra i laghi Cayuga e il Seneca che definiscono rispettivamente il confine orientale e quello occidentale. A nord il territorio è pianeggiante, mentre a sud si innalza in un altipiano. Il fiume principale è il Seneca.
Le funzioni amministrative della contea sono svolte dai villaggi di Ovid e Waterloo.

### Contee confinanti
- Contea di Wayne - nord
- Contea di Cayuga - est
- Contea di Tompkins - sud-est
- Contea di Schuyler - sud
- Contea di Yates - sud-ovest
- Contea di Ontario - ovest

## Storia
I primi abitanti del territorio della contea furono i nativi Seneca,  membri della Confederazione irochese. Quando fu istituita la Provincia di New York nel 1683, l'area dell'attuale contea faceva parte della contea di Albany. La contea fu istituita nel 1804 separandola dalla contea di Cayuga. Il nome deriva dall'omonimo popolo nativo.

## Comuni
| - Covert - town - Fayette - town - Interlaken - village - Junius - town - Lodi - town - Ovid (capoluogo) - town - Romulus - town - Seneca Falls - town - Tyre - town - Varick - town - Waterloo (capoluogo) - town |